# 哈特 (密蘇里州梅肯縣)
哈特（英語：Hart），又名埃夫林（Evelyn），是位於美國密蘇里州梅肯縣的鬼鎮。

## 歷史
哈特的郵局（名為埃夫林）於1888年設立，其後於1916年停運。

## 地理
哈特所處的海拔為高於海平面266米（即873英呎），而該地所採用的時區為UTC-6，即北美中部時區（CST）。同時該地設有夏令時間，為UTC-6調快一小時，即UTC-5（CDT）。